# アルファグアラ賞
アルファグアラ賞（Premio Alfaguara de Novela）はスペイン語の文学賞。1965年にアルファグアラ社により創設。

## 受賞者および受賞作

### 第1期
- 1965年 - ヘスス・トルバード（スペイン） 　Las corrupciones
- 1966年 - マヌエル・ビセント（スペイン） 　Pascua y naranjas
- 1967年 - エクトル・バスケス＝アスピリ（スペイン） 　Fauna
- 1968年 - ダニエル・スエイロ（スペイン） 　Corte de corteza
- 1969年 - なし
- 1970年 - カルロス・ドロゲー（チリ） 　Todas esas muertes
- 1971年 - ルイス・ベレンゲル（スペイン） 　Leña verde
- 1972年 - アルフォンソ・グローソ（スペイン） 　Florido mayo

### 第2期
- 1998年 - エリセオ・アルベルト（キューバ） 　Caracol Beach
- 1998年 - セルヒオ・ラミレス（ニカラグア） 　Margarita, está linda la mar
- 1999年 - マヌエル・ビセント（スペイン） 　Son de mar
- 2000年 - クララ・サンチェス（スペイン） 　Últimas noticias del paraíso
- 2001年 - エレーナ・ポニアトウスカ（メキシコ） 　La piel del cielo
- 2002年 - トマス・エロイ・マルティネス（アルゼンチン） 　El vuelo de la reina
- 2003年 - ハビエル・ベラスコ（メキシコ） 　Diablo guardián
- 2004年 - ラウラ・レストレポ（コロンビア） 　Delirio
- 2005年 - グラシエラ・モンテス、エマ・ウォルフ（アルゼンチン） 　El turno del escriba
- 2006年 - サンティアゴ・ロンカグリオロ（ペルー） 　Abril rojo
- 2007年 - ルイス・レアンテ（スペイン） 　Mira si yo te querré
- 2008年 - アントニオ・オルランド・ロドリゲス（キューバ） 　Chiquita
- 2009年 - アンドレス・ネウマン（スペイン・アルゼンチン） 　El viajero del siglo
- 2010年 - Hernán Rivera Letelier（チリ） 　El arte de la resurrección
- 2011年 - Juan Gabriel Vásquez（コロンビア） 　El sonido de las cosas al caer
- 2012年 - Leopoldo Brizuela（アルゼンチン） 　Una misma noche
- 2013年 - José Ovejero（スペイン） 　La invención del amor
- 2014年 - Jorge Franco（コロンビア） 　El mundo de afuera
- 2015年 - Carla Guelfenbein（チリ） 　Contigo en la distancia
- 2016年 - Eduardo Sacheri（アルゼンチン） 　La noche de la Usina
- 2017年 - Ray Loriga（スペイン） 　Rendición
- 2018年 - Jorge Volpi（メキシコ） 　Una novela criminal
- 2019年 - Patricio Pron（アルゼンチン） 　Mañana tendremos otros nombres
- 2020年 - ギジェルモ・アリアガ（メキシコ） 　Salvar el fuego